# Drevet
Drevet var ett TV-program som visades i TV 4 dels i åtta avsnitt våren 2006 och dels i åtta avsnitt våren 2007. Programmet sade sig "avslöja dolda och obekväma sanningar" samt "ställa sig på de utsatta människornas sida och ställa makthavarna mot vägen". Reportagen fokuserade på en person med ett problem eller möjlighet som var livsavgörande. Bland andra Susanne Edmark, Frida Sjödin, Mustafa Can, Maria Trägårdh, Martin Aagård, Per Svensson, Thabo Motsieloa, Bo Holmström och Kristina Thulin medverkade i programmet.
Programmet fälldes i Granskningsnämnden för radio och TV för ett program, och en omprövning av beslutet nekades.